# 4-Аминобензойная кислота
4-Аминобензойная кислота (бактериальный витамин H1, витамин B10, пара-аминобензойная кислота, сокращённо ПАБК) — органическое соединение, аминокислота, производное бензойной кислоты, широко распространена в природе. В твёрдой фазе — бесцветные кристаллы.

## Биология

### Биосинтез
4-Аминобензоат в природе синтезируется шикиматным путём. Промежуточными соединениями являются шикимат, хоризмат, 4-амино-4-дезоксихоризмат. Способностью к синтезу 4-аминобензоата обладают многие микроорганизмы, растения, грибы.

### Метаболическая роль
4-Аминобензоат является предшественником в биосинтезе важных кофакторов — тетрагидрофолата и тетрагидрометаноптерина. Являясь составной частью тетрагидрофолата, остаток пара-аминобензойной кислоты участвует в синтезе пуринов и пиримидинов и, следовательно, РНК и ДНК.
4-Аминобензойная кислота является «фактором роста» для многих видов бактерий, например, лакто- и бифидобактерий, кишечной палочки.

Участвует в синтезе витамина B9, и, как следствие, образовании эритроцитов (эритропоэзе). Также обладает лактогонным свойством (усиливает выделение молока у кормящей женщины), способствует установлению загара.

### Аналоги
Сульфаниламиды способны подавлять рост микроорганизмов, так как эти соединения являются структурными аналогами 4-аминобензойной кислоты и конкурентно связываются с ферментами метаболизма 4-аминобензойной кислоты.

## Медицинское применение
Калийная соль используется в качестве лекарственного средства против фиброзных заболеваний кожи, таких как болезнь Пейрони , под торговой маркой Potaba.  ПАБК также иногда используется в форме таблеток страдающими синдромом раздраженного кишечника для лечения связанных с ним желудочно-кишечных симптомов, а также в эпидемиологических исследованиях питания для оценки полноты сбора мочи в течение 24 часов для определения уровней натрия, калия или азота в моче. Производные ПАБК также были предложены для действия в качестве ингибиторов ацетилхолинэстеразы при заболеваниях, которые вызывают дефицит холинергических систем, таких как болезнь Альцгеймера. 

## Применение в органическом синтезе
ПАБК является сырьём для производства азокрасителей и производных. Также ПАБК используется в качестве активного вещества в некоторых лекарственных препаратах (Актипол-М).